# Volkswagen AG
Volkswagen Aktiengesellschaft (fil) (även Volkswagen Group eller VW) är en tysk multinationell fordonskoncern med Porsche SE i Stuttgart som största ägare. Företaget började som Volkswagen men äger numera även andra bilmärken, däribland Audi, Škoda Auto och Seat. Namnet var ursprungligen Volkswagenwerk Aktiengesellschaft men ändrades till Volkswagen AG den 4 juli 1985. I Sverige representeras Volkswagen AG av Volkswagen Group Sverige sedan 10 maj 2007. Volkswagen-koncernen är (sedan 2014) världens näst största biltillverkare efter japanska Toyota.

## Historia
Se även Volkswagen.
Volkswagen AG:s historia går tillbaka till bolaget Gezuvor (Gesellschaft zur Vorbereitung des Deutschen Volkswagens mbH) som bildades i Berlin 1937 med ett kapital på 480 000 riksmark för att förbereda tillverkningen av den tyska folkbilen – Volkswagen. Finansiär var Deutsche Arbeitsfront. Bolaget bytte namn till Volkswagenwerk GmbH 16 september 1938. Företagets logotyp med ett v och w inuti en cirkel skapade av Franz Xaver Reimspiess som var motorkonstruktör på Porsche.
Volkswagen-projektet stöddes av det nazistiska fackförbundet Deutsche Arbeitsfront med 50 miljoner riksmark. Tanken var att skapa en folkbil för det tyska folket under parollen Varje hygglig tysk skall få en egen bil. Medlemmar i Deutsche Arbeitsfront, där en majoritet av de tyska arbetarna, arbetsgivare och statligt anställda var anslutna, var samtidigt medlemmar i fritidsrörelsen Kraft durch Freude vilket gav bilen dess ursprungliga namn KdF-Wagen.
Till Berlinutställningen 1938 lanserades "Volks-Wagen" eller "KdF-Wagen", ritad av professor Ferdinand Porsche med strömlinjekarosseri, separatfjädring runt om genom torsionsstavar, motorn var luftkyld och placerad baktill. Volkswagen såldes genom att förskottsbetalning där köparna fick spara fem riksmark varje vecka. Det fanns 336 000 beställare varav 60 000 betalat hela bilen när kriget bröt ut och alla leveranser kom att ställas in när företaget gick över till krigsproduktion.

### Volkswagenwerk

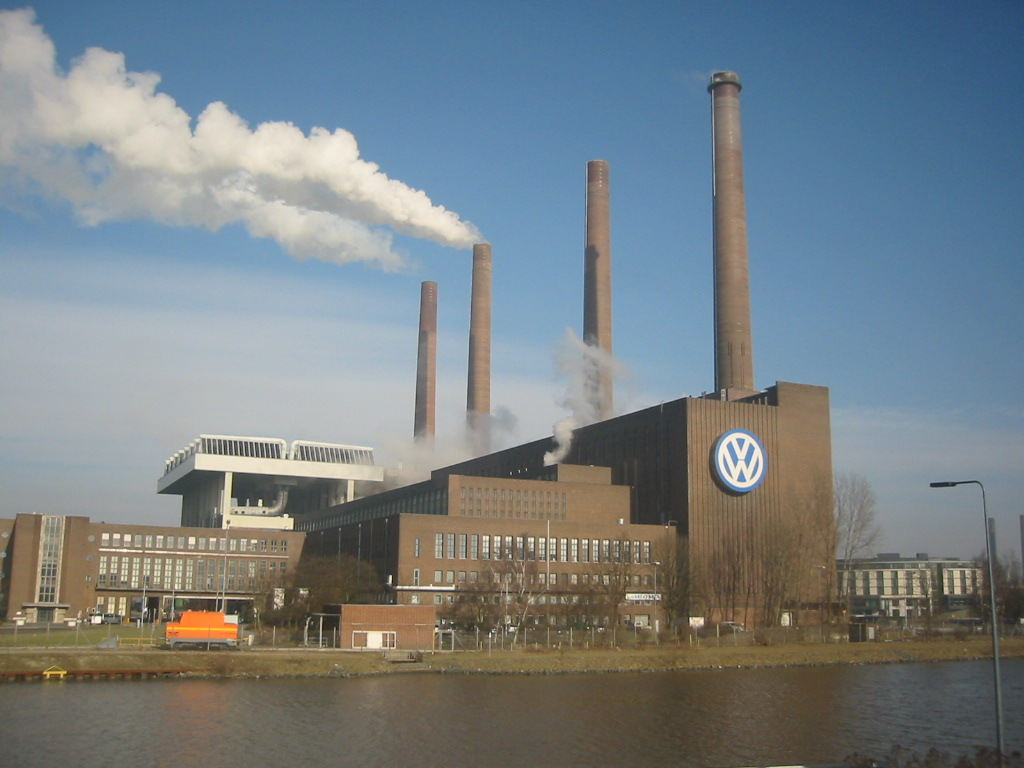
Kraftverket till Volkswagenwerk i Wolfsburg.

Den 26 maj 1938 lades grundstenen till Volkswagenwerk, åtta mil öster om Hannover. I Fallersleben i Niedersachsen, dagens Wolfsburg, byggde nazistregimen världens modernaste bilfabrik. Förebilden var Ford fabrik Ford Rouge Plant i Dearborn. Tyska handelsspioner hade tidigare arbetat hos Ford och General Motors och lärt sig modern serieproduktion. Tyskland hade strategin att slå USA som bilnation med en vagn, som skulle kosta 920 riksmark. Man skulle bygga en bättre, modernare och lättare bil än alla tidigare. I september 1938 anlände 2400 italienska gästarbetare. Under andra världskriget tillverkades bland annat delar till Vergeltungswaffe V1, bomber, pansarskott, minor och flygmotorer av Volkswagen. 65 000 fordon tillverkades för militären, bland annat Kübelwagen.
Under kriget 1940–1945 hade Volkswagenwerk omkring 20 000 tvångsarbetare i fabrikerna för att nästan alla tyska män var vid fronten, bland dem krigsfångar och koncentrationslägerfångar från Auschwitz, Dachau och Bergen-Belsen. Volkswagen använde sig av östeuropeiska tvångsarbetare från bland annat Nederländerna, Sovjetunionen och Polen. Barn som föddes vanvårdades p.g.a. matbrist i företagets barnkrubba och avled av vanvården. Volkswagen arbetade tillsammans med SS som gav bolaget tvångsarbetare från koncentrationslägren, omkring 5000 koncentrationslägerfångar uppskattas ha använts av Volkswagen. Tvångsarbetare levde under eländiga förhållanden i överfulla baracker, undernärda och med dåliga kläder. De blev misshandlade av lägervakterna och dagligen avled tvångsarbetare av misshandel eller dukade under det hårda arbetet och kylan. Under våren 1942 byggde man ett mindre koncentrationsläger, KZ Arbeitsdorf, med avsikt att uppföra ett aluminiumgjuteri som inte blev färdigbyggt och arbetet avslutades i oktober 1942. I april 1945 befriades Wolfsburg av amerikanska trupper.

### Efterkrigstiden

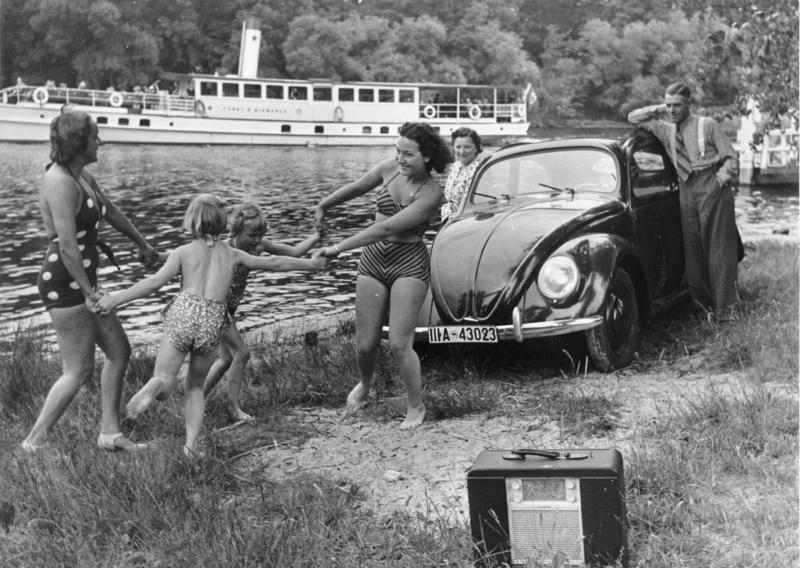
Folkbilen

Företaget hamnade efter kriget under brittisk förvaltning och i början reparerades den brittiska militärens fordon men behovet av bilar var stort hos britterna som var stationerade i Tyskland. Den förste VW-chefen efter kriget blev den brittiska majoren Ivan Hirst (1916-2000), som var drivande i att produktionen återupptogs, till en början under namnet Wolfsburg Motor Works. Under de första rådde stor råvaru- och personalbrist men Volkswagen kunde genom att vara under brittisk kontroll få förtur till plåt till bilarna. Hirst drev också på kvalitetsförbättringar i produktionen och ökad arbetsplatssäkerhet. 1948 blev Heinrich Nordhoff ny generaldirektör för Volkswagen. 1949 överlämnade den brittiska militärregeringen företaget till delstaten Niedersachsen som blev delägare till Volkswagenwerk GmbH med krav att ge fackföreningarna inflytande i företaget. Ett viktigt steg följde 1950 då Volkswagen etablerade sig i Brasilien genom dotterbolaget Volkswagen do Brasil. Brasilien utvecklades till en av företagets viktigaste marknader. På 1960-talet följde utlandsetableringar med fabriker i Puebla i Mexiko och Uitenhage i Sydafrika.
1960 privatiserades de delar av Volkswagen som ägdes av tyska staten genom beslut i förbundsdagen. 22 augusti 1960 blev Volkswagen ett aktiebolag och delvis privatiserat under namnet Volkswagenwerk Aktiengesellschaft där tyska staten och delstaten Niedersachsen ägde 20 procent vardera. I samband med detta antogs Volkswagenlagen som förutom privatiseringen även reglerade att staten och delstatens inflytande säkrades genom att omöjliggöra ett övertagande på mer än 20 procent av aktierna. 1962 hade VW 69 000 medarbetare. Volkswagen köpte Auto Union 1965 och 1969 följde köpet av NSU och NSU Auto Union AG skapas.

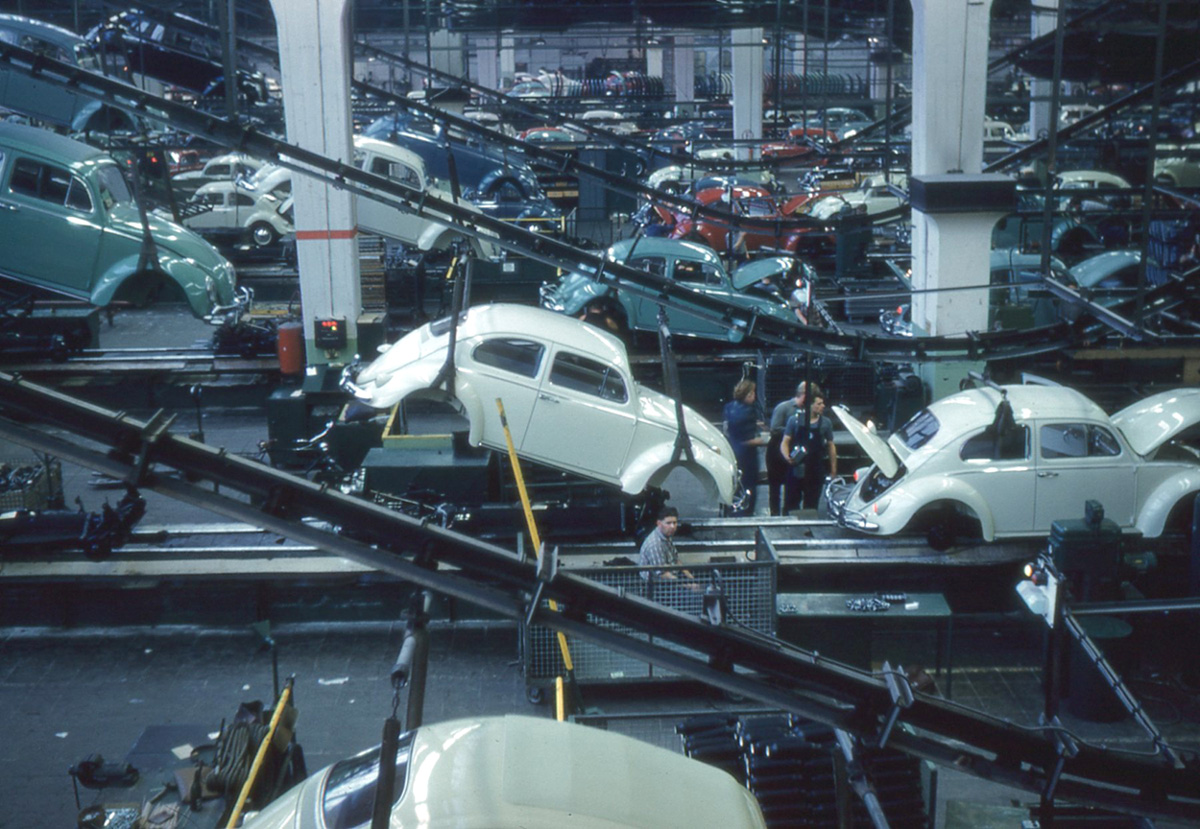
Tillverkning i Wolfsburg 1960.

Efter kriget bildades en förening, Hilfsverein ehemaliger Volkswagensparer, som skulle kräva bolaget på ersättning för de aldrig levererade bilarna och startade en rättsprocess. Volkswagen menade att bolaget inte var skyldigt att betala då det var Deutsche Arbeitsfront som arrangerat sparandet. Den 18 oktober 1961 avslutades rättsprocessen där det bestämdes, att baserat på det sparade beloppet fick spararen upp till maximalt 600 DM rabatt vid köp av en ny bil eller 100 DM kontant. Fram till 1970 kom 120 000 sparare att anta den lågt satta ekonomiska kompensationen.
Under 1960-talet firade Volkswagen stora exportframgångar till USA. 1967 såldes 450 000 folkvagnar i USA. Bolagets reklambyrå Doyle Dane Bernbach skapade bland annat de legendariska Lemon- och Think small-kampanjerna. Nordhoff önskade Carl Hahn som sin efterträdare. Hahn hade varit framgångsrik som chef för Volkswagen i USA. Men Nordhoff tappade inflytandet i Volkswagen och den nya styrelseordföranden Josef Rust från Wintershall AG utsåg istället Kurt Lotz från Brown Boveri till Nordhoffs efterträdare. Kurt Lotz blev ny chef när Nordhoff gick bort 1968. Lotz agerade för att hitta en efterträdare till den föråldrade Bubblan genom att köpa NSU Motorenwerke AG (NSU) som slogs samman med Auto Union. Via köpet av Audi NSU Auto Union AG fick Volkswagen tillgång till modern teknik och modeller. Lotz var relativt framgångsrik i att modernisera Volkswagen men tvingades redan efter tre år att lämna posten sedan han hamnat i konflikt med facket på Volkswagen som hade en stark ställning i bolaget. Lotz var den som förkunnade behovet att utöka produktpaletten och inte vara beroende av en enda modell. Volkswagen hade lanserat modeller för att komplettera Bubblan men utan att kunna matcha Bubblans försäljningsframgångar. Modeller som Volkswagen 411 blev inga framgångar och först efter Lotz avgång följde modellerna som lyfte Volkswagen. Volkswagen försökte få fram efterträdare till Typ 1 och kom under 1960-talet att investera 200 miljoner d-mark i 70 olika projekt som aldrig slutfördes. Volkswagen K70 baserades på en planerad NSU-modell och markerade Volkswagens teknikskifte: frontmotor, framhjulsdrift och vattenkyld motor. Koncernen gjorde därmed ett historiskt val att frångå principen om svansmotor. 1972 hade koncernen 192 100 anställda.

### Modernt modellprogram och Bubblan fasas ut

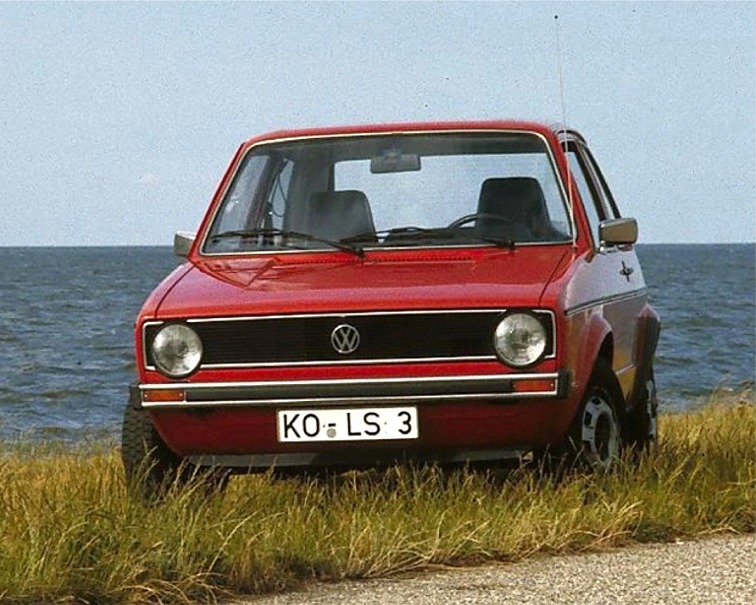
Volkswagen Golf.

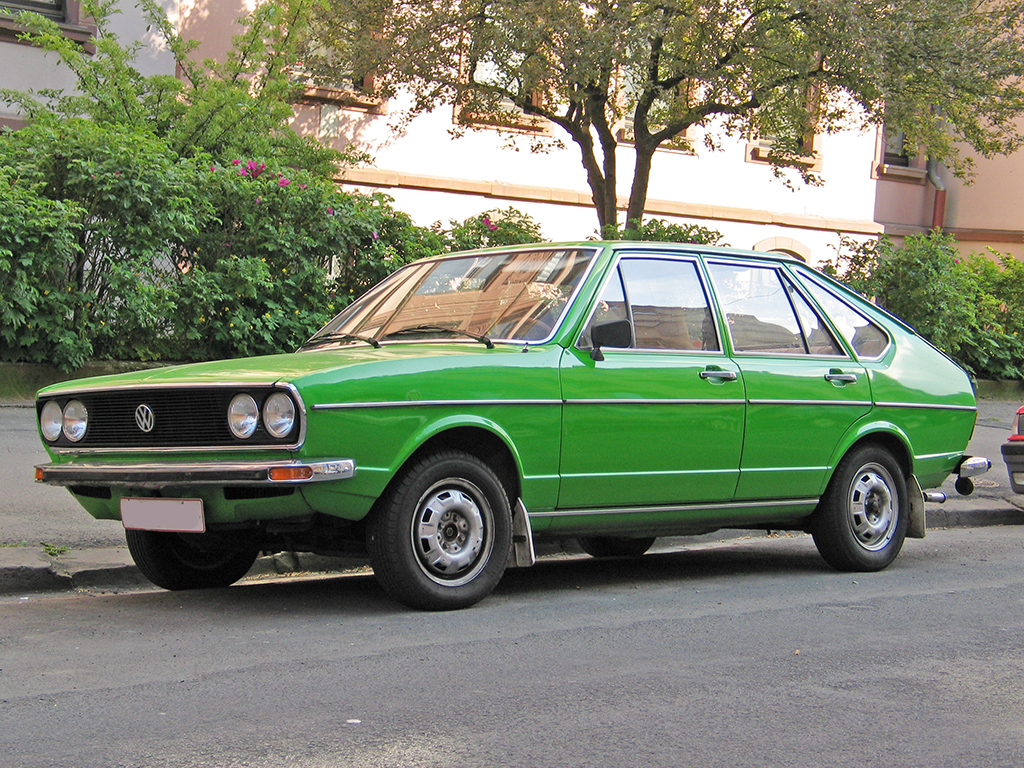
Volkswagen Passat

Rudolf Leiding blev Lotz efterträdare och hade en lång karriär inom Volkswagen bakom sig och hade varit chef för Volkswagen do Brasil och utsågs 1971 till ordförande för Audi NSU Auto Union AG. Sex månader senare utsågs han till ny chef för Volkswagen. Leiding avbröt arbetet med EA 266 som var tänkt att ersätta Bubblan och lade ner modellerna VW Typ 4 (411/412) och VW 1600 som inte varit framgångsrika. EA 266 var produktionsfärdig och hade kostat flera hundra miljoner d-mark att utveckla men hade en komplicerad mittmotorkonstruktion. Snabbt tas nya modeller fram för att komma i kapp i utvecklingsarbetet. 1975 avgick Leiding efter fyra år som chef då utvecklingskostnaderna för de nya modellerna skjutit i höjden och oljekrisen minskat efterfrågan på bilar med stora förluster som följd för Volkswagen. 1975 tar Toni Schmücker över chefskapet och ställdes inför stora utmaningar. Volkswagen gick 1974 med 807 miljoner d-mark i förlust och produktionskapaciteten utnyttjades bara till 60 procent. USA-marknaden hade minskat med 30 procent i omsättning. Schmücker inleder förhandlingar med fackförbundet IG Metall och kommande åren saneras Volkswagen. Bland annat minskades personalen 25 000 personer.
1975 börjar bolaget gå med vinst igen och 1976 är vinsten en miljard d-mark. Schmücker gör flera lyckade drag: han positionerar Audi som premium-märke och lägger ner den planerade efterföljaren till VW-Porsche 914 som istället blir Porsche 924. Han kan också rädda Neckarsulm-fabriken från nedläggning. Schmücker profiterar också från de modeller som lanseras men som utvecklats under hans föregångare Leiding. Koncernen hade stora problem i att ersätta Volkswagen Typ 1. Den var i början av 1970-talet föråldrad och behövde ersättas av en ny försäljningsframgång. Tidigare försök till en efterträdare hade varit tämligen misslyckade. Audis kunnande gav under 1970-talet nya modeller som storsäljaren Volkswagen Golf (1974) men även Volkswagen Passat, Volkswagen Polo och Volkswagen Scirocco. Under Schmückers tid som chef lanseras sedanmodeller som Volkswagen Derby (1977), Volkswagen Jetta (1979) och Volkswagen Santana (1981).
1978 skapades en gemensam försäljningsorganisation för Audi och Volkswagen – VAG. VAG kunde utläsas både Volkswagen-Audi-Gemeinschaft och Volkswagen-Audi-Gruppe. Återförsäljararna fick nu en gemensam design med märkena Volkswagen och Audi bredvid varandra. VAG blir den internationella försäljnings- och kundtjänstorganisationen för Volkswagens personbilar och nyttofordon samt även för Audi-fordon. Numera kallas koncernen Volkswagen Group. Volkswagen Manufacturing Corporation of America bildades under trycket av en låg USA-dollar för att börja tillverkning i USA. 1978 bildades Volkswagen of America och samma år startade produktionen vid Volkswagens första fabrik i USA i Westmoreland i Pennsylvania. Fabriken i Westmoreland i Pennsylvania lades ned 1988 efter flera år med ekonomiska förluster. Volkswagen hade vid starten för fabriken förhoppningen att ta marknadsandelar i USA men fick problem med den ökande konkurrensen från de japanska och sydkoreanska tillverkarna och fabriken med en kapacitet på 200 000 bilar tillverkade bara 60 000 per år under de sista åren. Westmorelandfabriken hade stora problem med vilda strejker och kostsamma produktionsstopp. En planerad andra sammansättningsfabrik i Sterling Heights kom aldrig att uppta produktion utan såldes.

### Nya märken, samarbeten och marknader

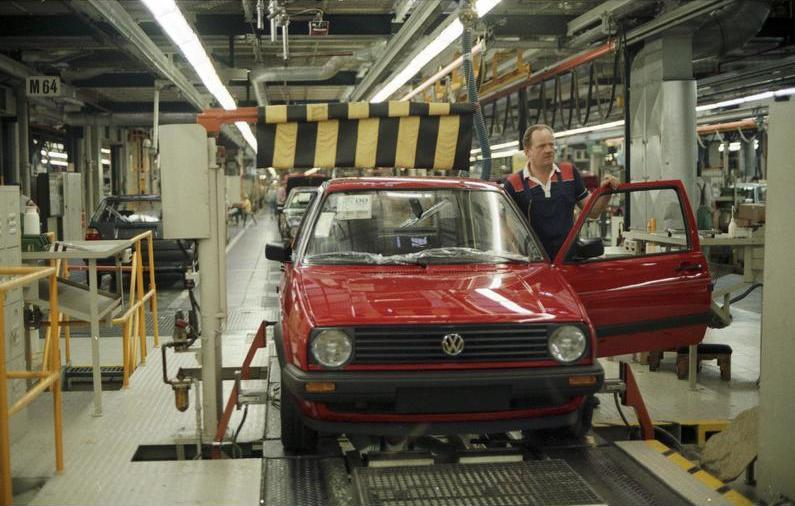
Den andra generationen av Volkswagen Golf monteras på fabriken i Wolfsburg.

1982 tog Carl Hahn över som Volkswagen-chef. Under Hahns ledning kom Volkswagen att expandera. 1982 inleddes ett samarbete med den kinesiska Shanghai Automotive Industry Corporation-gruppen om produktion av Volkswagen Santana i Kina. 1985 producerades den första Volkswagen i Kina. Volkswagen växte även genom uppköp av biltillverkare, Volkswagen köpte Seat 1986. 1980-talets sorgebarn för Volkswagen var USA-marknaden med stora problem med fabriken i Westmoreland och fallande försäljningssiffror. 1982 sålde Volkswagen 171 281 fordon - 1992 såldes 75 873 Volkswagen i USA. NSU Auto Union AG byter namn till Audi AG och Volkswagenwerk AG byter namn till Volkswagen AG 1985.
1989 börjar produktionen av pickupmodellerna Volkswagen Taro och systermodellen Toyota Hilux. Modellerna har utvecklats i samarbete med Toyota. Volkswagen AG ingick 1991 en strategisk allians med Ford vilket ger modellen Volkswagen Sharan med systermodellerna Seat Alhambra och Ford Galaxy som tillverkas i Setubal. Samarbetet skapas i Portugal genom bolaget AutoEuropa Automóveis Lda. som Volkswagen sedan tar över. Škoda Auto blir en del av Volkswagen 1991 och samma år inleder Volkswagen ett samarbete med Bratislavské Automobilové Závodi i Slovakien som senare blir Volkswagen egna tillverkning i Slovakien. 1992 delade man åter upp Audi och Volkswagens försäljningsorganisationer. Man vill nu särskilja märkena åt.
Under Hahns ledarskap inleddes satsningarna på fabriker Zwickau och Chemnitz i forna Östtyskland. Volkswagen kom att bli den största privata investeraren i det forna Östtyskland. Men Hahn fick lämna sedan vinstmarginalen försämrats trots en boom inom bilindustrin i början av 1990-talet. Volkswagens tillverkningskostnader var för höga och vinsterna minskade. När försäljningen minskade 1992 hamnade bolaget i en kris och nya strategier sjösattes för att effektivisera produktionen. Från Audi hämtades Ferdinand Piëch som de senaste åren gjort betydligt bättre resultat. Piëch kunde ta makten i konkurrens med Volkswagens inköpschef Daniel Goeudevert.
1993 blev Piëch ny styrelseordförande efter Hahn. Piëch engagerade José Ignacio López från General Motors för att ställa om produktionen till just in time-tillverkning. GM stämde Volkswagen i en utdragen rättsprocess.
Lamborghini köptes upp 1998 och hamnade under Audis ledning. Det var under Piëchs ledarperiod, som Volkswagenkoncernen köpte upp flera bilmärken som Rolls-Royce, Bentley, Bugatti och Lamborghini.

### 2000-talet

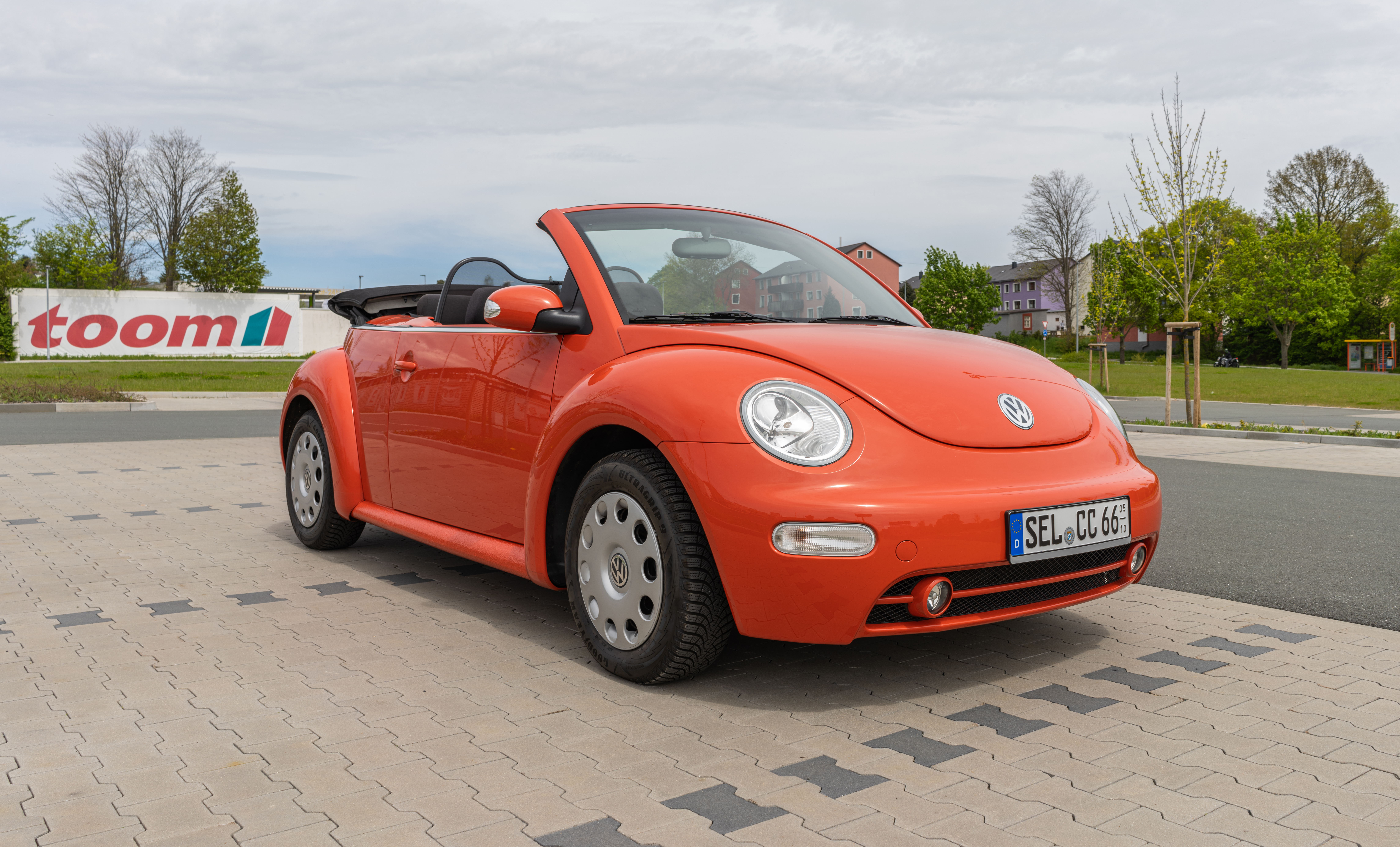
Volkswagen New Beetle

Volkswagenkoncernen öppnade 2000 Autostadt där koncernens olika märken presenteras i paviljonger och där fordon kan hämtas av kund direkt från fabriken. 2002 tog Bernd Pischetsrieder över som ordförande efter Piëch. 2004 hamnade koncernen i en kris då vinsten sjönk kraftigt. Ledningen kungjorde en omstrukturering för att minska löne- och produktionskostnader. Samtidigt sålde den VW Golf som lanserades 2003 dåligt liksom Phaeton. 2006 tog Audi-chefen Martin Winterkorn över som ordförande. 2011 öppnades åter en fabrik i USA då fabriken i Chattanooga i Tennessee invigdes. Senast VW haft produktion i USA var 1988 då fabriken i Westmoreland stängdes.
2009 inleddes en allians med Suzuki men den avslutades senare. 2010 tog VW över Giorgio Giugiaros Italdesign. Giugiaro formgav under 1970-talet Golf, Scirocco, Passat och Audi 80. 2011 förvärvade Volkswagen aktiemajoriteten i MAN och 2012 tog man via Audi över Ducati. Sommaren 2012 förvärvas återstoden (50,1%) av aktierna i Porsche, som därmed blir ett helägt bolag inom Volkswagenkoncernen.
Under våren 2014 förvärvar Volkswagen AG över 90% av rösterna i Scania och begär avnotering från Stockholmsbörsen. Resterande aktier kommer att tvångsinlösas. Den 5 juni avnoteras Scania från Stockholmsbörsen. Volkswagen har därmed kontrollen över de båda lastbilstillverkarna Scania och MAN och avser att knyta dessa närmare varandra, möjligen via ett samgående.
20 september 2015 erkände också Volkswagen AG att bolaget manipulerat avgastester i USA. På grund av avgasmanipulationerna lämnade Winterkorn sin befattning den 23 september 2015.
Volkswagens historia

1930-talet | 1940-talet | 1950-talet | 1960-talet | 1970-talet | 1980-talet | 1990-talet | 2000-talet | 2010-talet

## Ägare
- Porsche SE 52,2 % av rösterna
- Niedersachsen 20 %
- Qatar 17 %
- Övriga 10,8 %

## Märken
Koncernen har tio märken som är organiserade i två märkesgrupper.
Audi
- Audi
- Ducati
- Lamborghini
- Seat

Volkswagen
- Volkswagen
- Bentley
- Škoda
- Bugatti
- Volkswagen Nyttofordon
- Porsche

Traton
- Scania
- MAN SE
- Volkswagen Caminhões e Ônibus

Tidigare märken som tillhör koncernen
- Auto Union
- DKW
- Horch
- NSU
- Wanderer

Tidigare tillverkade man även Rolls-Royce som sedan 2003 tillverkas av BMW.

## Verkställande direktörer
- Ivan Hirst, 1945–1948
- Heinrich Nordhoff, 1948–1967
- Kurt Lotz, 1968–1971
- Rudolf Leiding, 1971–1975
- Toni Schmücker, 1975–1982
- Carl Horst Hahn, 1982–1993
- Ferdinand Piëch, 1993–2002
- Bernd Pischetsrieder, 2002–2006
- Martin Winterkorn, 2007–2015
- Matthias Müller 2015-